# Dallia pectoralis
Dallia pectoralis, conhecido em inglês como Alaska blackfish, é um peixe da família Umbridae. De formato alongado e cilíndrico e coloração marrom-oliva, ele chega a cerca de 18 centímetros de comprimento. Nos laterais do corpo ele possui de quatro a seis faixas escuras verticais, e a sua barriga é branca. As barbatanas possuem manchas marrom-avermelhadas.
Antigamente acreditava-se que este peixe fosse herbívoro, mas hoje sabe-se que sua dieta principal consiste de larvas de insetos como midges e mosquitos. Eles são encontrados em pântanos, lagos, lagoas e riachos que possuem vegetação de cobertura, localizados na tundra e em florestas. A área em que o Dallia pectorais vive vai do Alasca às ilhas do Mar de Bering. Os nativos do Alasca costumavam comer esse peixe e usá-lo para alimentar os seus cães, pescando-o no outono e congelando-o para utilizá-lo no inverno.
A resistência desse peixe é notável. Ele sobrevive a invernos rigorosos deslocando-se para uma profundidade de 7 a 8 metros quando a superfície congela inteiramente. As guelras protegidas por grandes opérculos o ajudam a sobreviver ao inverno quando a temperatura da água cai para 0°C, e há lendas de peixes que “voltaram à vida” após estarem completamente congelados. Embora o Alaskan blackfish possa ser super-resfriado por períodos curtos a temperaturas inferiores a -20°C em ambientes controlados, sem contato com cristais de gelo, nenhum espécime jamais sobreviveu por sequer uma hora a tais condições de congelamento em ambiente natural, já que o congelamento de qualquer parte do corpo resultaria em necrose.